# Barauli
Barauli è una città dell'India di 34.643 abitanti, situata nel distretto di Gopalganj, nello stato federato del Bihar. In base al numero di abitanti la città rientra nella classe III (da 20.000 a 49.999 persone).

## Geografia fisica
La città è situata a 26° 23' 60 N e 84° 34' 60 E e ha un'altitudine di 64 m s.l.m..

## Società

### Evoluzione demografica
Al censimento del 2001 la popolazione di Barauli assommava a 34.643 persone, delle quali 17.099 maschi e 17.544 femmine. I bambini di età inferiore o uguale ai sei anni assommavano a 6.972, dei quali 3.585 maschi e 3.387 femmine. Infine, coloro che erano in grado di saper almeno leggere e scrivere erano 14.123, dei quali 8.991 maschi e 5.132 femmine.